# Румянцев, Павел Владимирович
Павел Владимирович Румянцев (род. 16 августа 1987, Выкса, Горьковская область) — российский самбист, серебряный (2013) и бронзовый (2015) призёр чемпионатов России по самбо, чемпион Европы 2013 года, победитель Универсиады 2013 года в Казани, мастер спорта России международного класса. Выступал во второй средней весовой категории (до 90 кг).

## Спортивные результаты
- Чемпионат России по самбо 2013 года — ;
- Чемпионат России по самбо 2015 года — ;